# Krčevina (Słowenia)
Krčevina – wieś w Słowenii, w gminie Ormož. 1 stycznia 2018 liczyła 50 mieszkańców.